# Mô hình truyền thông hội tụ
Mô hình truyền thông hội tụ (còn gọi là mô hình PESO) là một khái niệm trong lĩnh vực Quan hệ công chúng, xác định bốn loại phương tiện Paid - Earned - Share và Owned trong truyền thông thích hợp và hợp nhất chúng lại với nhau.

## Lịch sử mô hình truyền thông hội tụ
Trước đây, Marketing và Quan hệ công chúng (Tiếng Anh: Public Relations, còn được gọi là PR) từng là hai lĩnh vực tách biệt, từ đó nảy sinh sự khác biệt giữa các agency quảng cáo và agency PR. Trong khi các agency quảng cáo chủ yếu tập trung vào các chiến lược truyền thông sáng tạo và trả phí (Tiếng Anh: Paid media), các chuyên gia PR sẽ đảm bảo việc thiết lập mối quan hệ bền vững với các nhà báo cũng như quản trị khủng hoảng truyền thông nhằm xây dựng hình ảnh tích cực của tổ chức trong mắt công chúng. Các hoạt động PR không trả phí cho các hoạt động truyền thông của mình, đây là hình thức truyền thông lan truyền (Tiếng Anh: Earned media). Bên cạnh paid media và earned media còn có yếu tố thứ 3, gọi là truyền thông sở hữu (Tiếng Anh: Owned media), đại diện cho các nội dung được sản xuất và xuất bản bởi chính thương hiệu. Khi sự phát triển của Internet cho phép các thương hiệu xuất bản các nội dung với chi phí tiết kiệm hơn, owned media được xem như là một trong những kênh quan trọng bên cạnh paid và earned media. Tuy nhiên, việc sở hữu owned media không thực sự thuộc về bất cứ lĩnh vực nào giữa PR và Quảng cáo.
Năm 2008, mô hình Paid-Earned-Owned đã được điều chỉnh cùng với sự tiếp nhận nhanh chóng của marketing kỹ thuật số (Tiếng Anh: Digital marketing) và phương tiện truyền thông kỹ thuật số (Tiếng Anh: Digital media). Sự cải tiến của mô hình này bắt nguồn từ những thay đổi sau trong lĩnh vực xuất bản và quảng cáo:
- Truyền thông mạng xã hội đã tạo ra một hình thức phân phối nội dung mới khi mà mỗi khách hàng tiềm năng có thể tạo thành một thương hiệu cá nhân với khả năng chia sẻ và phân phối nội dung trên các mạng xã hội. So với những nhà xuất bản chính thức trước đây, những nội dung do người dùng ngày nay tạo ra không còn khớp với mô hình Paid-Earned-Owned.
- Bức tường ngăn cách giữa quảng cáo và PR cũng không còn vững chắc như trước đây, khi mà bản thân những chuyên gia PR cũng tìm cách tạo ra thu nhập từ tài nguyên truyền thông của mình. Sự mờ nhạt trong ranh giới giữa quảng cáo và PR có thể được ghi nhận một phần vào đầu những năm 1990 với phong trào Truyền thông tiếp thị tích hợp (Tiếng Anh: Integrated Marketing Communication, viết tắt là IMC)[4]. Các nội dung PR dần trở thành các nội dung được tài trợ, không những thế, đội ngũ nội dung của một số thương hiệu còn được ghép chung nhóm với đội ngũ PR.
- Khách hàng ngày nay có xu hướng tiếp nhận nội dung từ những nguồn cung cấp thông tin tổng hợp thay vì 1 nhà xuất bản cụ thể, họ quan tâm ít hơn đến việc nội dung đó được sản xuất từ đâu.
- Những người sử dụng Internet nắm trong tay quyền lực nhờ các website đánh giá và mạng xã hội, cho phép tất cả mọi người chia sẻ ý kiến và dẫn dụ đám đông.

Năm 2017, báo cáo của The Global Communications thuộc Trung tâm Annenberg tại USC đã chỉ ra rằng vào tính đến năm 2020, 60% các nhà tiếp thị (marketers) và chuyên viên PR được dự đoán sẽ gộp lại thành một.
Một số lãnh đạo trong ngành công nghiệp PR đã bắt đầu nhìn nhận lại mô hình Paid-Earned-Owned mà họ đã sử dụng nhiều năm và tìm cách mở rộng nó: một số người tìm cách tách mạng xã hội thành một kênh riêng biệt, trong khi những người khác cố gắng tích hợp nó vào earned media, mở rộng khái niệm truyền thông đại chúng bao gồm những nội dung được sáng tạo bởi chính người dùng.

Năm 2014, chuyên gia lĩnh vực marketing kỹ thuật số Gini Dietrich đã cho ra mắt sách Spin Sucks, đề xuất một khái niệm mới: mô hình PESO. Mô hình này xác định bốn loại hình truyền thông, bổ sung truyền thông chia sẻ (shared media) bên cạnh các khái niệm về Paid-Earned-Owned Media và sáp nhập các loại hình này với nhau. Cũng trong quyển sách này, Gini đã thiết lập một khuôn khổ để thực hiện và áp dụng mô hình PESO một cách rộng rãi giúp tối đa hoá cơ hội và xác định được các khe hở trong chiến lược truyền thông.
"Từ lâu, PR đã đồng nghĩa với truyền thông lan truyền (earned media). Tuy nhiên trên thực tế, nó chỉ là một chiến thuật trong những công cụ rộng lớn và phát triển không ngừng của chúng tôi. Mô hình PESO sẽ giúp cho những người làm truyền thông sở hữu một trong bốn loại phương tiện và bắt đầu giao tiếp đúng cách với khách hàng tiềm năng ngay từ lần tiếp xúc đầu tiên. Ngành công nghiệp nói chung đã quen với tâm lý chờ đợi với mọi phương tiện, tuy nhiên, đối với earned media, những người biết cách kết hợp nó với ba loại hình thức khác sẽ giành được lợi thế chiến thắng. Và mô hình PESO là cách thông minh nhất để khởi động một chiến dịch PR" (Dietrich, 2014)

## Khái niệm Mô hình truyền thông hội tụ PESO
Mô hình truyền thông hội tụ PESO được phát triển bởi Gini Dietrich, nhà sáng lập và CEO của công ty chuyên về lĩnh vực PR và Truyền thông Spin Sucks.
Khái niệm PESO là viết tắt của Paid, Earned, Share, Owned Media và đóng vai trò như một phương tiện phân nhóm các loại hình truyền thông mà một thương hiệu có thể tiếp cận. Mô hình này cho phép chúng ta đánh giá các nỗ lực truyền thông của mình thông qua 4 lăng kính, từ đó doanh nghiệp có thể hiểu, sắp xếp và tổ chức các kênh một cách hợp lý, đồng thời phát hiện các cơ hội sử dụng các kênh bổ sung vào chiến lược đã và đang thực hiện.
Mô hình PESO của Spin Sucks được cập nhật vào tháng 3 năm 2020 bao gồm một số thay đổi, cụ thể là:
- Tập trung nhiều hơn vào chiến lược và chiến thuật
- Google+ và Vine được loại bỏ khỏi loại hình shared media
- Email Marketing được đặt nằm giữa ranh giới của paid và owned media
- Bổ sung dữ liệu khách hàng tiềm năng[8](lead generatio)), SEO, phân phối, quảng bá và truyền thông marketing

## Các thành phần của mô hình PESO

### Paid Media
Paid media (còn được gọi là Truyền thông trả phí) là "quảng cáo truyền thống và các hình thức nội dung khác được ký hợp đồng thương mại giữa tổ chức và các phương tiện truyền thông đại chúng", còn được hiểu là các hoạt động truyền thông mà doanh nghiệp phải trả tiền để được phân phối nội dung, cho dù đó là một nội dung bình thường hay một quảng cáo. Trong mô hình này, paid media không đề cập đến những quảng cáo lớn, lạ mắt hay những phương tiện in ấn sáng tạo, ngược lại, paid media ám chỉ quảng cáo trực tuyến, các nội dung được tài trợ và email marketing.
Các công cụ paid media phổ biến hiện nay như: quảng cáo tìm kiếm (Google, Cốc Cốc), quảng cáo trực tuyến, quảng cáo mạng xã hội (Facebook Ads, Instagram Ads), KOLs, các bài viết trả phí (online PR).
Paid media có vai trò thu hút khách hàng mới, gia tăng nhận biết thương hiệu và chuyển đổi từ nền tảng thành chất xúc tác cung cấp cho owned media và tạo ra earned media.
- Ưu điểm: Khả năng đo lường tốt, kiểm soát tốt thông điệp, nhanh chóng.[3]
- Nhược điểm: Mức độ tin tưởng thấp, tốn nhiều chi phí, không lâu bền[3].

### Earned media
Earned media (còn được gọi là Truyền thông lan truyền) là các hoạt động truyền thông của công ty hoặc thương hiệu không được trực tiếp tạo ra bởi công ty hoặc chi nhánh của nó mà được tạo ra hoàn toàn bởi khách hàng và nhà báo, đại diện cho những nội dung được tạo ra thông qua các hoạt động quan hệ truyền thông, bao gồm những thảo luận trên các kênh truyền thông hoặc báo chí. Thông thường earned media hay gắn với yếu tố truyền miệng. Việc truyền miệng này có thể có được từ việc khách hàng cảm thấy hài lòng về sản phẩm họ chia sẻ đi, hay do đối tác đứng ra quảng bá miễn phí.
Các công cụ thuộc kênh earned media bao gồm: lượt đánh giá và phản hồi từ phương tiện truyền thông truyền thống (TMOs - ví dụ: đánh giá phim), sự truyền miệng của người tiêu dùng, bài đăng trong cộng đồng trực tuyến hoặc mạng xã hội (VD: Cập nhật trạng thái, hoặc tweets), các bài đánh giá và reviews,...
Earned media là kết quả của việc thực thi tốt và hợp tác tốt giữa paid media và owned media, có vai trò lắng nghe và phản hồi ý kiến của cộng đồng về sản phẩm/dịch vụ của doanh nghiệp.
- Ưu điểm: Độ tin cậy cao, rõ ràng, tiếp cận công chúng với một chi phí hợp lý, mang lại lợi ích lâu dài.[3]
- Nhược điểm: Không kiểm soát được nên khó đo lường, khó gia tăng quy mô, cần thời gian và chi phí để xây dựng một kế hoạch PR hiệu quả.[3]

### Shared Media
Shared media (còn được gọi là Truyền thông chia sẻ) là các hoạt động truyền thông xã hội sử dụng những phản hồi hoặc câu chuyện có lợi cho thương hiệu xuất hiện trên các mạng xã hội như một nguồn thông tin để truyền thông cho nội bộ và cả bên ngoài tổ chức.
Các công cụ thuộc kênh shared media bao gồm: marketing trực tuyến thông qua các trang mạng xã hội Facebook, Twitter, LinkedIn, Youtube, Instagram,...
Shared media có vai trò cung cấp công cụ để doanh nghiệp giao tiếp, gia tăng mức độ hài lòng của khách hàng và lan tỏa những nội dung có lợi cho doanh nghiệp đến công chúng, giúp tăng lượng khách hàng organic.
- Ưu điểm: Đáng tin cậy, chi phí thấp.[3]
- Nhược điểm: Không kiểm soát được mức độ chia sẻ và lan toả của nội dung, khó gia tăng về mặt quy mô.[3]

### Owned media
Owned media (còn được gọi là Truyền thông sở hữu) là các hoạt động truyền thông liên quan đến các kênh do chính thương hiệu sáng tạo ra nội dung và kiểm soát, bao gồm website, blog và những kênh mạng xã hội của thương hiệu.
Các công cụ thuộc owned media bao gồm: website, blog, ứng dụng di động, nội dung đăng trên mạng xã hội của công ty
Owned media có vai trò là kênh chính thức đại diện cho doanh nghiệp, xây dựng mối quan hệ dài hạn với các khách hàng tiềm năng.
- Ưu điểm: Rủi ro thấp, dễ kiểm soát, không cần phải phụ thuộc vào chính sách hay nền tảng của bên thứ 3.[3]
- Nhược điểm: Tốn thời gian nuôi dưỡng và xây dựng cộng đồng, phụ thuộc vào sự kết hợp của cả paid, earned và shared media.[3]

## Cách kết hợp các yếu tố trong mô hình truyền thông hội tụ PESO
PESO là một công cụ hữu ích để lập kế hoạch về cách một tổ chức sử dụng các hình thức truyền thông khác nhau để đạt được mục tiêu và thực hiện một chiến dịch tích hợp. Mô hình này thường được áp dụng như một phần của kế hoạch chiến dịch, đóng vai trò như một danh sách các phương tiện truyền thông có định dạng phù hợp với nhiều mục tiêu và kết quả khác nhau.
Ketchum (một công ty chuyên về lĩnh vực PR toàn cầu) đã sử dụng khung PESO như một công cụ chiến lược để hiểu về mối quan hệ giữa các phương tiện và chiến thuật như là một phần của chiến dịch tích hợp. Mô hình PESO tăng cường các điểm mạnh và điểm yếu của các loại phương tiện truyền thông. Giá trị của nó nằm ở việc tối ưu hóa các lĩnh vực chồng chéo giữa các hình thức truyền thông và cơ hội khuếch đại, quảng bá và sự công nhận của bên thứ ba.
|              | Độ tin cậy          | Đo lường hiệu quả | Chi phí phân phối | Kiểm soát thông điệp | Giai đoạn trong hành trình khách hàng |
| Paid media   | Thấp                | Cao               | Cao               | Cao                  | Ra quyết định                         |
| Earned media | Cao                 | Trung bình        | Thấp              | Trung bình           | Nhận thức, cân nhắc                   |
| Shared media | Cao                 | Thấp              | Không             | Thấp                 | Nhận thức                             |
| Owned media  | Thấp đến trung bình | Cao               | Thấp              | Cao                  | Nhận thức, cân nhắc, ra quyết định    |

Bảng: Đánh giá các yếu tố thuộc các loại hình truyền thông
Khi một hình thức truyền thông được đánh giá cao nhất trong một yếu tố, nó có thể kết hợp với các hình thức khác để tối đa hoá giá trị và tính hiệu quả. Ví dụ: paid media được đánh giá cao nhất ở khả năng đo lường hiệu quả, earned và shared media được đánh giá cao nhất ở mức độ tin cậy trong khi owned media có mức độ kiểm soát thông điệp cao.
Kết hợp paid và owned media: Nhờ vào những quảng cáo trả tiền, sử dụng PPC (Pay Per Click), doanh nghiệp có thể để đưa lượng người truy cập đến website hoặc fanpage của mình và thực hiện truyền thông các nội dung, thông điệp của thương hiệu. Bằng việc kết hợp 2 hình thức này, doanh nghiệp có thể tận dụng được điểm mạnh của paid media là đo lường số lượng khách truy cập, số lượt click vào những kênh truyền thông của doanh nghiệp và kiểm soát được nội dung thông điệp thương hiệu muốn truyền tải vốn là điểm mạnh của owned media.
Kết hợp paid và earned media: Tạo ra những thảo luận, thông tin lan truyền trong công chúng, báo chí nhờ vào các quảng cáo trả tiền.
Kết hợp owned và earned media: Doanh nghiệp có thể sử dụng mạng xã hội để thu thập phản hồi, ý kiến và tập hợp những hình ảnh, video đến từ người dùng. Sau đó, sử dụng nó như một nội dung truyền thông và lan tỏa nó trên các kênh mạng xã hội và website của thương hiệu.
Kết hợp shared và earned media: Tận dụng mức độ tin cậy cao trong công chúng thông qua các hình thức tham gia của influencer, báo chí và lan tỏa những câu chuyện được chia sẻ có lợi cho doanh nghiệp.
Kết hợp 4 yếu tố PESO: mục tiêu cuối cùng của việc kết hợp các hình thức truyền thông là để tạo ra một chiến lược kết hợp tất cả các phương tiện một cách thống nhất và bổ trợ cho nhau. Để bắt đầu một chiến dịch truyền thông kết hợp 4 hình thức, doanh nghiệp có thể bắt đầu bằng việc chạy chiến dịch truyền thông PPC (paid media) để quảng cáo bằng những hình thức truyền thông của khách hàng cũ và báo chí (earned media), lan toả nội dung và những câu chuyện có lợi cho thương hiệu (shared media), từ đó, kéo thêm khách hàng mới đến những kênh truyền thông và website doanh nghiệp (owned media).

## Đo lường mức độ hiệu quả của mô hình PESO
Cách đo lường đối với mỗi loại phương tiện truyền thông sẽ phụ thuộc vào những số liệu sẽ khác nhau, cụ thể là:
- Paid media: có thể đo lường dựa trên tiếp thị truyền thông mạng xã hội, chẳng hạn như quảng cáo và các nội dung được đẩy mạnh trên Facebook, Instagram; landing page, số người tải xuống nội dung và số người được liệt kê vào cơ sở dữ liệu cho email marketing; fans hoặc followers biết đến doanh nghiệp thông qua những nội dung được tài trợ, lượt leads và conversions.[17]
- Earned media: đo lường dựa trên những mối quan hệ của doanh nghiệp với influencer, nhà báo và bloggers. Đo lường hiệu quả và sự ảnh hưởng thông qua việc xem xét các số liệu như: mục tiêu ảnh hưởng (1 KOLs có 10,000 followers có số điểm ảnh hưởng như thế nào với 1 KOLs chỉ có 1,000 followers, vì rất có thể người có 1,000 followers lại mang tới 10% người mua hàng theo họ trong khi người có 10,000 followers thì có có 1% mà thôi), web traffic[18] từ những câu chuyện liên quan tới thương hiệu như thế nào, hay là các blog hay những kênh nào đã mang visitors đến site của doanh nghiệp, sự tăng trưởng những khách hàng mới, mức độ tăng trưởng trong thứ hạng tìm kiếm về chủ đề câu chuyện liên quan tới doanh nghiệp v.v.[17]
- Shared Media: đo lường dựa trên số lượng fans và followers, xu hướng tăng giảm sẽ giúp doanh nghiệp nhận ra những gì nên tập trung hay những gì tạo ra hiệu quả. Sử dụng nhiều hơn các đại sứ thương hiệu để truyền miệng về sản phẩm/dịch vụ, cố gắng có các nội dung kêu gọi hành động (Tiếng Anh: Call To Action, viết tắt: CTA). Theo dõi những số liệu như lượt likes, retweets, shares và comments.[17]
- Owned Media: đo lường dựa trên lượt truy cập website của khách hàng, thời gian khách truy cập ghé thăm trang web và bounce rate[19].  Nếu doanh nghiệp đã sở hữu những kênh truyền thông riêng, hãy giới thiệu nó thông qua email marketing. Bằng cách tích hợp nội dung với paid media, ta có thể đo lường số lần đọc, tải và lượt chia sẻ.[17]

## Ví dụ áp dụng mô hình PESO trong thực tế
Dell là ví dụ tốt nhất về một công ty đang tái cấu trúc marketing, truyền thông thương hiệu để tạo nên một hệ sinh thái hướng đến nội dung, để tiếp cận và kết nối hiệu quả hơn với người tiêu dùng.
Vậy Dell đã áp dụng PESO như thế nào?
- Trong suốt sự kiện Dell World vừa diễn ra năm 2014, hãng đã thu hút hơn 3,000 khách hàng, nhà phân tích, những người khởi nghiệp và truyền thông từ khắp thế giới, Dell đã lần đầu tiên ra mắt "Chỉ số Tiếp nhận Công nghệ Toàn cầu (Global Technology Adoption Index - GTAI). Ý tưởng bắt nguồn từ khía cạnh truyền thông, được xem như cơ hội để cung cấp một cái "neo" với giới truyền thông trong khi thảo luận. Nhưng khi họ bắt đầu thuyết trình ý tưởng này đến phòng marketing, với sự tham gia của đội ngũ quản trị thương hiệu, ý tưởng này đã tác động rất lớn đến tổng thể một chương trình lớn hơn, liên quan đến báo chí, quảng cáo tự nhiên, các kênh truyền thông sở hữu (owned media) và mạng xã hội.
- Ông Monique Bonner, phó giám đốc phụ trách Marketing toàn cầu của Dell, cho biết thêm: "Đội ngũ quản trị thương hiệu của chúng tôi đã nghiên cứu và chuyển hóa ý tưởng này thành một loạt các công cụ như infographic, quảng cáo tự nhiên, etc… tất cả đều trở về website mà Dell sở hữu. Về bản chất, chúng tôi đã tạo ra những loại nội dung phù hợp với khách hàng mục tiêu dựa trên định hướng từ PR."

Trong ví dụ của Dell, đây là cách họ thực hiện:
- Michael Dell thông báo chỉ số GTAI trong buổi họp báo của Dell World.
- Kết quả của chỉ số GTAI được chia sẻ rộng rãi trên các nền tảng mạng xã hội của Dell (điển hình là: LinkedIn, Twitter, Facebook với hashtag #delltechindex)
- Trang web thuộc sở hữu của Dell, Tech Page One, đã tung ra một câu chuyện mang tên "Tech Hype meets Tech Reality" (tạm dịch: Công nghệ – Từ ảo tưởng đến Thực tế) được dùng để chia sẻ những khám phá hay từ GTAI.
- Đội ngũ PR trình bày và thuyết phục các phóng viên cũng như các kênh truyền thông có uy tín đăng tải câu chuyện này bao gồm các trang về công nghệ và kinh tế như The Irish Times, ZDnet và eWeek.
- Chiến dịch quảng cáo tự nhiên GTAI trên The New York Times được tung ra một ngày sau khi thông cáo báo chí được phủ đầy trên các phương tiện truyền thông.
- Video và nội dung được đăng tải trên các trang kinh doanh và công nghệ.
- Các bài đăng trên mạng xã hội dưới hình thức trả tiền đã tăng cường thêm sức ảnh hưởng của chiến dịch trên LinkedIn và Twitter.
- Infographic đi kèm tất cả các nội dung được đăng tải.

Điều gì khiến mô hình PESO hiệu quả?
- Trong ví dụ GTAI, Dell đã cộng tác chặt chẽ với các agency hàng đầu của họ, WPP Team Dell – bao gồm các agency như PPR Worldwide về mặt truyền thông, Y&R cho quảng cáo, VML hỗ trợ Digital, Mediacom giúp đặt mua truyền thông và hàng loạt các công ty khác.
- Joe Rivas, Giám đốc Khách hàng Toàn cầu của Y&R Team Dell đã đưa ra tổng kết rất thú vị: "Không còn nghi ngờ gì nữa, Marketing đang hướng đến nội dung và cơ hội có thể bị bỏ qua nếu bạn đang làm việc riêng lẻ một mình. Cách tiếp cận truyền thông tổng lực như chiến dịch GTAI chỉ có thể được thực thi nhờ sự hợp tác giữa WPP và Dell – nơi mà PR, digital, media và social  có được những vị trí ngang bằng với một sứ mệnh trong tâm trí: nhận diện và phát triển nội dung tốt nhất có thể."

Các chuyên gia PR đón nhận Mô hình PESO có thể đạt được những tác động to lớn về tổng thể chiến lược truyền thông marketing. Nếu bạn vẫn bị kẹt trong mô hình "quan hệ với báo chí" cũ kỹ, bạn sẽ đánh mất cơ hội vốn chỉ dành cho những người đầu tiên biết nắm bắt. Khi chúng ta tiếp cận PR từ một góc nhìn xuyên suốt, bắt đầu từ câu chuyện hay có khả năng lan truyền, khi đó chúng ta sẽ có cơ hội tiếp cận khách hàng mục tiêu hiệu quả với những nội dung hấp dẫn, ý nghĩa và phù hợp hơn.